# 앤 여왕의 전쟁
앤 여왕의 전쟁(1702년~1713년) 또는 제3차 인디언 전쟁은 북아메리카에서 영국, 프랑스, 스페인의 식민 제국이 관련된 영국과 프랑스의 북아메리카 식민지 전쟁의 일환으로 발생했으며, 앤 여왕의 통치 기간에 일어났다. 미국에서는 종종 이 이름으로 독립적인 분쟁으로 연구되지만, 스페인 왕위 계승 전쟁의 아메리카 전역으로도 간주된다. 프랑스에서는 제2차 식민지 전쟁으로 알려졌다.
이 전쟁은 주로 유럽에서 스페인 왕위 계승 전쟁이 벌어지는 동안 북아메리카 대륙의 통제권을 놓고 프랑스, 스페인, 영국의 식민지 야망이 충돌한 분쟁이었다. 각 진영은 다양한 원주민 공동체를 동맹으로 끌어들였으며, 전쟁은 네 개의 전선에서 벌어졌다. 남부에서는 스페인령 플로리다와 잉글랜드의 캐롤라이나 식민지가 서로 공격했으며, 잉글랜드 식민지 개척자들은 포트 루이 드 라 루이지아나(현재 모빌 (앨라배마주) 근처)에 기반을 둔 프랑스 식민지 개척자들과 교전했으며, 각 진영에는 원주민 부족들이 동맹으로 참여했다. 남부 전쟁은 중요한 영토 변화를 가져오지 않았지만, 스페인령 플로리다와 조지아 남부 지역의 원주민 인구를 심각하게 감소시켰고, 플로리다의 스페인 선교회 네트워크를 파괴했다.
뉴잉글랜드에서는 잉글랜드 식민지 개척자들과 원주민 동맹군이 프랑스 식민지 개척자들과 그들의 원주민 군대, 특히 아카디아와 캐나다와의 미개척 국경 지역에서 싸웠다. 퀘벡 (도시)은 영국 식민지 탐험대에 의해 여러 번 목표가 되었고, 영국군은 1710년 아카디아의 수도인 포트 로열을 점령했다. 프랑스 식민지 개척자들과 와바나키 연맹은 아카디아로의 영국 확장을 저지하려고 노력했으며, 누벨프랑스는 아카디아의 국경을 현재 메인주 남부의 케네벡강으로 정의했다. 그들은 매사추세츠만 식민지(메인주 포함)를 급습했으며, 가장 유명한 것은 1704년의 디어필드 습격과 1707년의 그로튼 습격으로, 두 경우 모두 많은 포로를 몬트리올과 카나와케(모호크 선교 마을)로 데려가 몸값을 받거나 모호크족 가족에게 입양되었다.
뉴펀들랜드섬에서는 세인트존스에 기반을 둔 잉글랜드 식민지 개척자들이 현재 플라센티아에 있는 플레상스의 프랑스 식민지 개척자들과 섬의 통제권을 놓고 다투었다. 대부분의 분쟁은 정착지에 대한 경제적으로 파괴적인 급습으로 구성되었다. 프랑스 식민지 개척자들은 1709년 세인트존스를 성공적으로 점령했지만, 프랑스군이 떠난 후 영국 식민지 개척자들이 빠르게 재점령했다.
아카디아와 플레상스에 기반을 둔 프랑스 사략선들은 뉴잉글랜드의 어업 및 해운 산업에서 많은 선박을 나포했다. 사략선들은 플레상스로 102척의 상선을 가져왔는데, 이는 프랑스 식민지 중 마르티니크 다음으로 많은 수였다. 해상 분쟁은 영국의 아카디아 (노바스코샤) 점령으로 끝났다.
위트레흐트 조약은 1712년의 예비 평화 조약에 이어 1713년에 전쟁을 끝냈다. 프랑스는 허드슨만, 아카디아, 뉴펀들랜드 영토를 영국에 할양하면서도 케이프브레턴섬과 세인트로렌스만의 다른 섬들은 유지했다. 조약의 일부 조항은 모호했으며, 다양한 원주민 공동체의 우려는 포함되지 않아 미래 분쟁의 발판을 마련했다.

## 배경

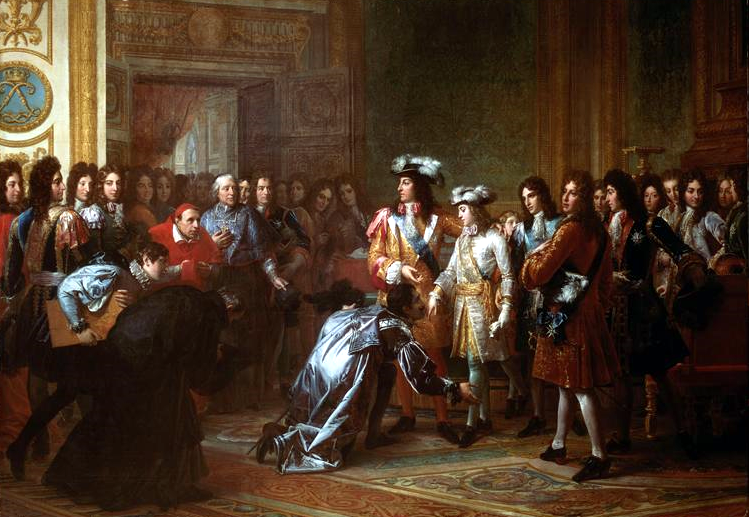
1700년 11월 앙주 공작 필리프가 스페인 국왕으로 선포되었다. 그의 계승을 둘러싼 분쟁은 대동맹과 부르봉가 연합 간의 전쟁으로 이어졌다.

1701년 마지막 합스부르크 군주인 카를 2세의 사망 이후 유럽에서 전쟁이 발발했을 때, 유럽 강대국들은 왕위 계승을 놓고 분쟁을 벌였다. 분쟁 지역은 처음에는 유럽의 몇몇 강대국으로 제한되었지만, 1702년 5월 잉글랜드가 스페인과 프랑스에 전쟁을 선포하면서 확대되었다. 잉글랜드와 프랑스 모두 아메리카 식민지를 중립으로 유지하기를 원했지만, 합의에 도달하지 못했다. 아메리카 식민지 개척자들은 프랑스와 잉글랜드 식민지를 분리하는 국경을 따라 긴장이 고조되고 있었다. 그들은 남부의 캐롤라이나 식민지에서 북부의 매사추세츠만 식민지에 이르는 잉글랜드 식민지의 북부와 남서부 국경 지역의 경계와 통치권에 대해 우려했으며, 뉴펀들랜드섬과 허드슨만에는 추가적인 식민지 정착지나 무역 전초 기지가 있었다.
잉글랜드 식민지의 총 인구는 약 25만 명으로, 버지니아 식민지와 뉴잉글랜드가 압도적이었다. 식민지 개척자들은 해안을 따라 집중되어 있었으며, 내륙에는 작은 정착지가 있었고, 때로는 애팔래치아산맥까지 뻗어 있었다. 식민지 개척자들은 애팔래치아 서쪽과 오대호 남쪽의 대륙 내부에 대해 거의 알지 못했다. 이 지역은 수많은 역사적인 원주민 공동체가 지배했지만, 프랑스와 잉글랜드 상인들이 침투해 있었다. 라 플로리다의 스페인 선교사들은 원주민들을 로마 가톨릭으로 개종시키고 노동에 집중시키기 위해 선교 네트워크를 구축했다. 스페인 인구는 비교적 적었고(약 1,500명), 그들이 사역한 원주민 인구는 2만 명으로 추정되었다.
프랑스 탐험가들은 미시시피강 하구를 발견했으며, 1699년 빌럭시 근처의 모르파 요새에 작은 식민지 주둔지를 설립했다. 거기서부터 그들은 내륙으로 무역로를 구축하기 시작했으며, 잉글랜드와 동맹을 맺은 치카소족을 적으로 삼았던 큰 공동체인 촉토족과 우호적인 관계를 맺었다. 이 모든 인구는 초기 탐험가와 상인들 사이에서 만연했던 천연두와 같은 전염병의 도입으로 어느 정도 고통을 겪었다. 원주민들은 면역력이 없어 높은 사망률을 보였다.
남부에 프랑스 식민지 개척자들이 도착하면서 캐롤라이나 식민지 개척자들이 내륙에 구축했던 기존 무역 연결망이 위협받았고, 이는 세 세력 모두에게 긴장을 조성했다. 이 분쟁에서 동맹이었던 프랑스와 스페인은 최근 끝난 9년 전쟁에서 반대편에 있었다. 서배너강 남쪽의 캐롤라이나와 플로리다 간의 상충되는 영토 주장은 누에바에스파냐의 로마 가톨릭 식민지 개척자들과 해안을 따라 거주하는 개신교 잉글랜드 식민지 개척자들 간의 종교적 분열에 대한 적대감과 겹쳤다.
북부에서는 영토 분쟁 외에도 분쟁이 강력한 경제적 요소를 포함했다. 뉴펀들랜드는 세인트존스에 영국 식민지가, 플레상스에 프랑스 식민지가 있었으며, 양측 모두 여러 개의 작은 영구 정착지를 보유하고 있었다. 이 섬에는 유럽 출신 어부들이 계절적으로 이용하는 많은 계절성 정착지도 있었다. 이 식민지 개척자들은 2,000명 미만의 잉글랜드인과 1,000명 미만의 프랑스인 영구 정착자(그리고 훨씬 더 많은 계절성 방문객)로 구성되어 있었으며, 이들은 그랜드뱅크스의 어업을 놓고 서로 경쟁했으며, 이 어업은 아카디아(당시 노바스코샤와 뉴브런즈윅주 전체를 포함)와 매사추세츠 출신 어부들도 이용했다.
윌리엄 왕의 전쟁 동안 국경을 따라 전투가 벌어졌음에도 불구하고 아카디아와 뉴잉글랜드 간의 국경은 불확실하게 남아 있었다. 누벨프랑스는 아카디아의 국경을 메인주 남부의 케네벡강으로 정의했다. 노리지워크와 페놉스콧에는 가톨릭 선교회가 있었고, 메인주 캐스틴 근처의 페놉스콧만에는 프랑스 정착지가 있었는데, 이들은 모두 윌리엄 왕의 전쟁 동안 아카디아를 향해 이주하는 뉴잉글랜드 정착민들에 대한 공격 기지였다. 세인트로렌스강과 주로 해안가에 위치한 매사추세츠 및 뉴욕 식민지 정착지 사이의 국경 지역은 여전히 원주민, 주로 동부의 아베나키족과 허드슨강 서쪽의 이로쿼이 연맹이 지배했다. 허드슨강–섐플레인호 통로는 이전 분쟁에서 양방향으로 급습 작전에 사용되기도 했다. 질병과 지난 전쟁으로 인한 인구 감소로 원주민의 위협은 다소 줄었지만, 여전히 외곽 정착지에 강력한 위협을 가했다.
허드슨만 영토(일명 루퍼트랜드)는 이 전쟁에서 크게 다투어지지 않았다. 1680년대부터 프랑스와 잉글랜드 경쟁 회사 간에 많은 분쟁이 있었지만, 1697년 레이스비크 조약으로 프랑스는 만의 한 전초 기지를 제외한 모든 것을 통제하게 되었다. 유일하게 주목할 만한 사건은 1709년 포트 올버니(온타리오) 전초 기지에 대한 프랑스 공격이었다. 허드슨 베이 회사는 레이스비크 조약으로 영토를 되찾지 못한 것에 불만을 품고, 이 전쟁을 끝내는 협상에서 영토 반환을 성공적으로 로비했다.

## 기술과 조직
북아메리카에서 사용된 식민지 군사 기술은 유럽만큼 발달하지 못했다. 전쟁 초기에는 세인트오거스틴, 보스턴, 퀘벡 (도시), 세인트존스 (뉴펀들랜드 래브라도주)와 같이 석조 요새를 가진 식민지 정착지가 몇 군데에 불과했지만, 포트 로열의 요새는 전쟁 초기에 완공되었다. 일부 마을과 정착지는 목재 방책으로 보호되었지만, 많은 곳은 방어자들이 발사할 수 있는 총안과 공격자들이 침입하려 할 때 아래로 발사할 수 있는 돌출된 2층이 있는 요새화된 목재 가옥에 불과했다.
유럽인과 식민지 주민들은 일반적으로 유효 사거리가 약 100 야드 (91 m)이지만, 그 절반 이상의 거리에서는 부정확한 활강총으로 무장했다. 일부 식민지 주민들은 창을 들고 다녔고, 원주민 전사들은 식민지 주민들이 공급한 무기를 사용하거나 원시적인 토마호크와 활과 같은 무기로 무장했다. 소수의 식민지 주민들은 대포 및 기타 유형의 포병 작동 훈련을 받았는데, 이는 중요한 석조 또는 목재 방어 시설을 공격하는 데 유일하게 효과적인 무기였다.

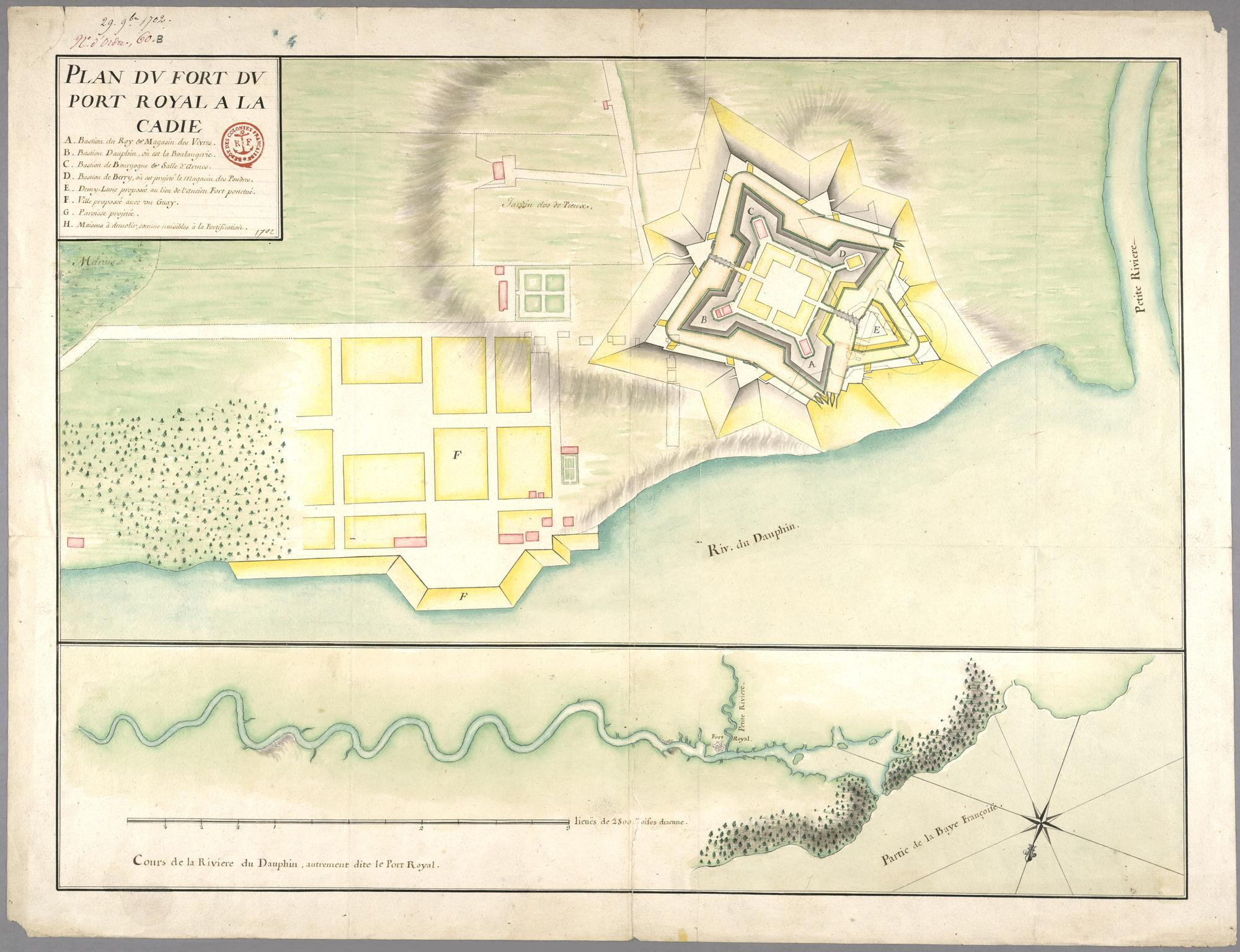
1702년 아카디아의 포트 로열의 석조 요새. 전쟁 초기에는 석조 요새를 가진 정착지가 거의 없었다.

영국 식민지 개척자들은 일반적으로 민병대 회사로 조직되었으며, 뉴펀들랜드의 일부 공동체에 소수의 정규 군대가 주둔하는 것 외에는 식민지에 정규 군대 주둔이 없었다. 프랑스 식민지 개척자들도 민병대로 조직되었지만, 그들은 또한 해병대라고 불리는 상비 방어군을 보유하고 있었다. 이 부대는 일부 숙련된 장교들로 구성되었고 프랑스에서 파견된 500명에서 1,200명 사이의 신병으로 충원되었다. 그들은 누벨프랑스 전역에 퍼져 있었으며, 주요 인구 밀집 지역에 집중되어 있었다. 스페인령 플로리다는 수백 명의 정규군으로 방어되었다. 스페인의 정책은 영토 내의 원주민들을 진정시키고 그들에게 무기를 제공하지 않는 것이었다. 플로리다에는 전쟁 전에 약 8,000명의 원주민이 살고 있었지만, 전쟁 초기에 영국 식민지 개척자들의 습격으로 200명으로 줄었다.

## 전쟁의 경과

### 캐롤라이나와 플로리다

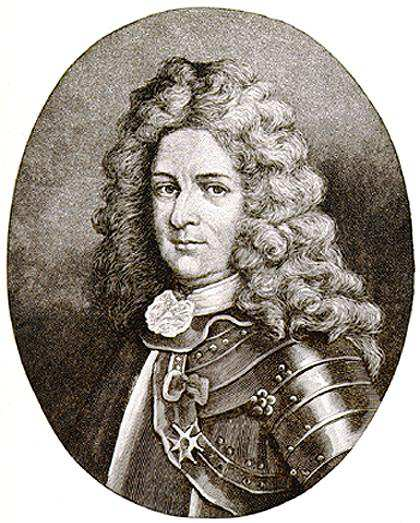
피에르 르 무안 디베르빌은 잉글랜드와의 지난 전쟁의 결과로 미시시피 유역의 원주민들과 관계를 맺으려 했다.

18세기 전환기에 저명한 프랑스와 잉글랜드 식민지 개척자들은 미시시피강 통제가 미래 개발과 무역에 중요한 역할을 할 것이라고 이해했으며, 각자는 상대방의 활동을 저지하기 위한 비전적인 계획을 세웠다. 프랑스계 캐나다인 탐험가 피에르 르 무안 디베르빌은 이전 전쟁 이후 "캐롤라이나 프로젝트"를 개발했는데, 이는 미시시피 유역의 원주민들과 관계를 맺고 그 관계를 활용하여 잉글랜드 식민지 개척자들을 대륙에서 몰아내거나 최소한 해안 지역으로 제한하는 것을 목표로 했다. 이 거대한 전략을 추구하면서 그는 미시시피강 하구(1670년에 라 살이 처음 발견)를 재발견하고 1699년에 모르파 요새를 건설했다. 이 기지와 1702년에 설립된 포트 루이 드 라 모빌에서 그는 지역 촉토족, 치카소족, 나체즈족 및 기타 공동체와 관계를 맺기 시작했다.
캐롤라이나의 영국 식민지 상인 및 탐험가들은 대륙 남동부 전역에 걸쳐 미시시피까지 이르는 상당한 무역 네트워크를 구축했다. 그 지도자들은 플로리다의 스페인인들을 거의 존경하지 않았지만, 해안에 프랑스군이 도착한 위협을 이해했다. 캐롤라이나 주지사 조셉 블레이크와 그의 후계자 제임스 무어는 프랑스와 스페인의 이해관계를 희생시키면서 남서쪽으로 확장하는 비전을 표명했다.
이베르빌은 전쟁이 유럽에서 발발하기 전인 1702년 1월에 스페인인들에게 접근하여 아팔라치족 전사들에게 무기를 주고 잉글랜드 식민지 개척자들과 그들의 동맹군에 대항하게 할 것을 권고했다. 스페인인들은 프란시스코 로모 데 우리자의 지휘 아래 원정대를 조직했다. 이 원정대는 8월에 펜서콜라를 떠나 캐롤라이나 내륙의 무역 중심지로 향했다. 잉글랜드 식민지 개척자들은 이 원정대에 대한 사전 경고를 받고 플린트강 상류에서 방어선을 구축하여 스페인 주도의 군대를 격파하고 약 500명의 스페인 주도 원주민들을 포로로 잡거나 살해했다.
캐롤라이나의 무어 주지사는 적대 행위에 대한 통보를 받고 스페인령 플로리다에 대항하는 군대를 조직하고 이끌었다. 500명의 잉글랜드 식민지 병사 및 민병대와 300명의 원주민이 세인트오거스틴을 점령하고 불태웠다. 이는 세인트오거스틴 공방전 (1702년)의 일부였다. 잉글랜드군은 주요 요새를 점령할 수 없었고, 아바나에서 스페인 함대가 도착하자 철수했다. 1706년, 캐롤라이나는 아바나에서 파견된 스페인과 프랑스 연합 상륙군에 의한 찰스턴 공격을 성공적으로 격퇴했다.
스페인령 플로리다의 아팔라치족과 티무쿠아족은 1704년 무어의 습격 작전으로 거의 전멸했는데, 이 사건은 아팔라치 학살로 알려지게 되었다. 이 습격의 생존자들 중 상당수는 서배너강으로 이주하여 보호구역에 갇혔다. 다음 해에도 대규모 원주민 군대가 때로는 소수의 백인 남성을 포함하여 계속해서 습격을 감행했으며, 여기에는 1707년 펜서콜라와 1709년 모빌에 대한 주요 원정대가 포함되었다. 머스코기족 (크리크족), 야마시족, 치카소족은 잉글랜드 식민지 개척자들의 무장을 받고 지휘를 받았으며, 촉토족, 티무쿠아족, 아팔라치족을 희생시키면서 이러한 분쟁을 지배했다.

### 아카디아와 뉴잉글랜드

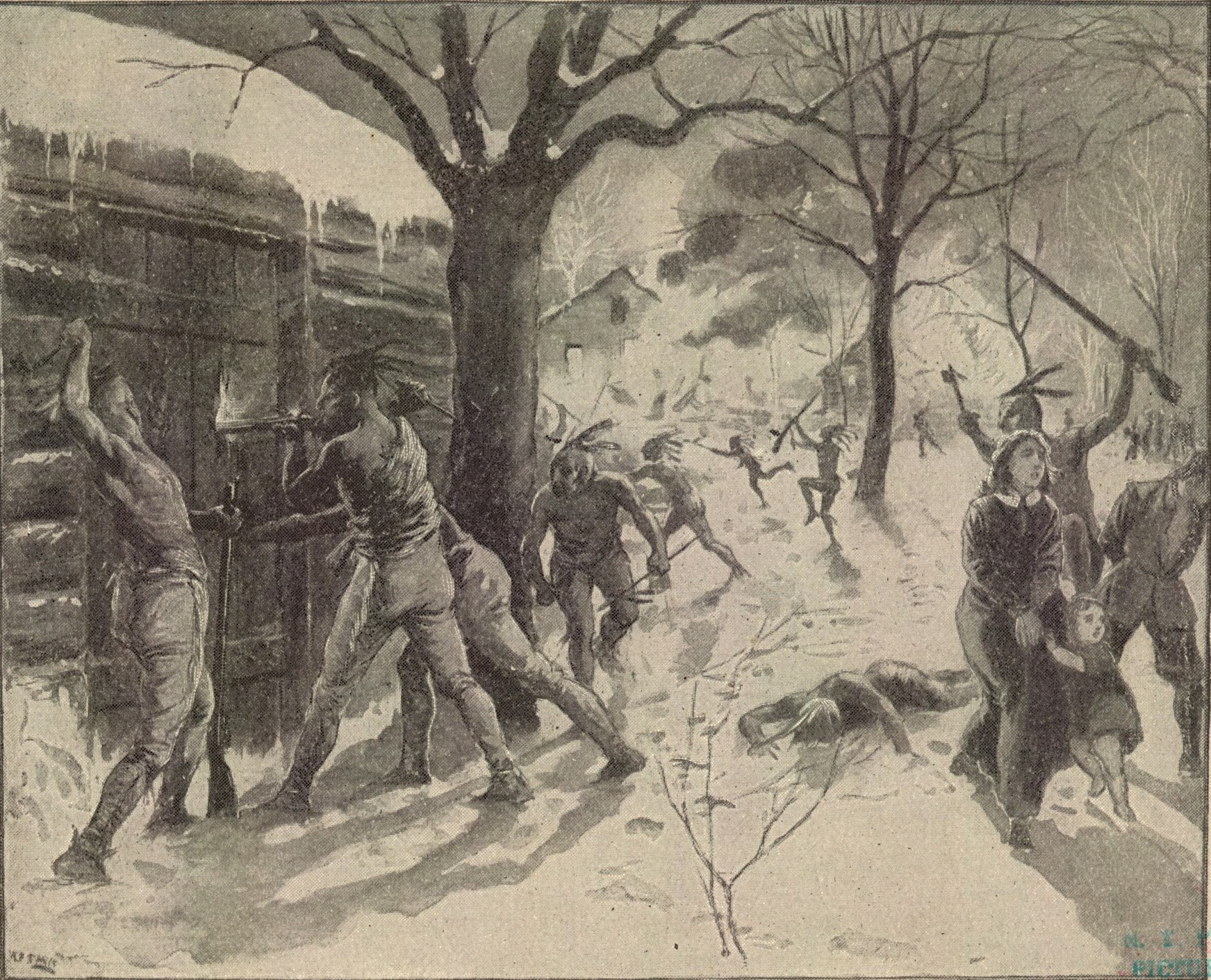
1704년 2월 매사추세츠 디어필드를 습격한 누벨프랑스군

전쟁 내내 누벨프랑스와 와바나키 연맹은 아카디아로의 뉴잉글랜드 확장을 좌절시켰다. 누벨프랑스는 아카디아의 국경을 메인주 남부의 케네벡강으로 정의했다. 1703년, 미셸 르누프 드 라 발리에르 드 보바생은 소수의 프랑스계 캐나다인과 500명의 와바나키 연맹 원주민을 이끌고 북동부 해안 작전에서 웰스에서 펄머스(메인주 포틀랜드)까지의 뉴잉글랜드 정착지를 공격했다. 그들은 300명 이상의 정착민을 살해하거나 포로로 잡았다.
또한 프랑스군과 원주민 연합군이 뉴잉글랜드 깊숙이 침투하여 포로를 확보하기 위한 일련의 습격이 있었다. 포로 무역이 활발하게 이루어졌으며, 가족과 공동체는 포로를 되찾기 위해 몸값을 모으는 데 어려움을 겪었다. 1704년 2월, 장바티스트 에르텔 드 루빌은 250명의 아베나키족과 코너와가 인디언(대부분 모호크족) 및 50명의 프랑스계 캐나다인을 이끌고 매사추세츠만 식민지의 디어필드 습격에 나섰다. 그들은 정착지를 파괴하고 많은 사람을 죽였으며 100명 이상의 포로를 잡았다. 이들은 육로로 수백 마일을 북쪽으로 이동하여 몬트리올 남쪽의 코너와가 선교 마을로 끌려갔다. 여정을 살아남은 대부분의 아이들은 모호크족 가족에게 입양되었다. 존 윌리엄스 목사를 포함한 몇몇 성인들은 나중에 몸값을 내고 풀려나거나 포로 교환 협상을 통해 풀려났는데, 그는 딸 유니스에 대한 몸값을 받으려 수년 동안 노력했지만 실패했다. 그녀는 완전히 동화되어 모호크족 남자와 결혼했다. 마찬가지로 1704년 8월에는 말버러 (나중에 웨스트버러가 될 마을의 일부)에서도 습격이 있었고, 여기서도 포로들이 코너와가로 끌려갔다. 이 시기에는 포로 식민지 주민들의 노예 무역이 활발했으며, 공동체는 원주민에게 포로가 된 시민들의 몸값을 모금했다. 예를 들어, 포로 소년 애슈어 라이스는 1708년 아버지 토머스 라이스에 의해 몸값이 지불된 후 말버러로 돌아왔다.
뉴잉글랜드 식민지 개척자들은 이러한 습격에 효과적으로 맞설 수 없었기 때문에, 유명한 원주민 전사 벤자민 처치가 이끄는 아카디아 원정대를 보내 보복했다. 이 원정대는 그랑프레, 시그넥토 지협, 기타 정착지를 습격했다. 프랑스 기록에 따르면 처치는 아카디아의 수도인 포트 로열을 공격하려 시도했지만, 처치의 원정 기록에는 원정대가 공격을 하지 않기로 결정한 전쟁 회의가 묘사되어 있다.

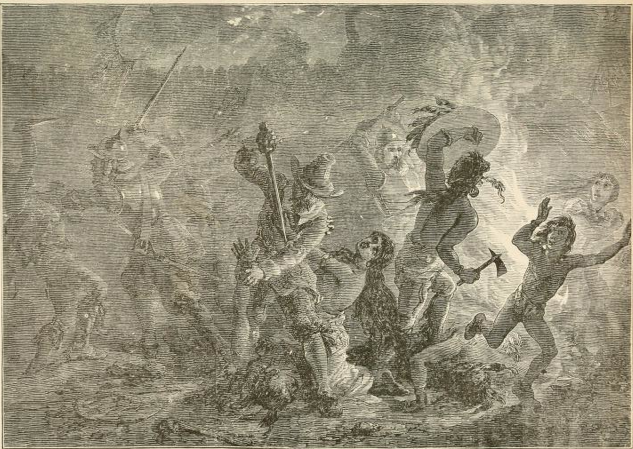
1704년 6월, 500명의 뉴잉글랜드군이 그랑프레를 습격했으며, 아카디아와 미크맥족 민병대가 방어했다.

세바스티앙 랄 신부는 노리지워크 공동체를 뉴잉글랜드인들에게 선동한 것으로 널리 의심받았고, 매사추세츠 주지사 조셉 더들리는 그의 목에 현상금을 걸었다. 1705년 겨울, 매사추세츠는 윈스럽 힐턴 대령의 지휘 아래 275명의 민병대를 파견하여 랄을 체포하고 마을을 약탈하게 했다. 그러나 신부는 제때 경고를 받아 서류와 함께 숲으로 도망쳤지만, 민병대는 마을과 교회를 불태웠다.
프랑스와 와바나키 연맹은 1705년 북부 매사추세츠에서 계속해서 습격을 감행했으며, 뉴잉글랜드 식민지 개척자들은 효과적인 방어를 할 수 없었다. 습격은 방어 병력이 조직될 틈도 없이 너무 빠르게 일어났고, 보복 습격은 보통 부족 캠프와 정착지가 비어 있는 것을 발견했다. 누벨프랑스와 뉴잉글랜드 지도자들이 제한적인 성공만을 거두며 포로 교환을 협상하는 동안 습격은 잠시 중단되었다. 원주민의 습격은 전쟁이 끝날 때까지 계속되었으며, 때로는 프랑스의 참여도 있었다.
1707년 5월, 더들리 주지사는 존 마치가 이끄는 포트 로열 점령 원정대를 조직했다. 그러나 1,600명의 병력은 공성전으로 요새를 점령하는 데 실패했고, 8월의 후속 원정대도 격퇴되었다. 이에 대한 대응으로 프랑스는 뉴햄프셔 식민지의 피스카타쿠아강 유역 정착지 대부분을 급습하는 야심찬 계획을 세웠다. 그러나 필요한 원주민 지원이 제대로 이루어지지 않아 대신 매사추세츠의 헤이브릴 마을이 습격당했다. 1709년, 누벨프랑스 총독 필리프 드 리고 보드레이는 보스턴 북쪽의 들판 3분의 2가 프랑스와 원주민의 습격으로 경작되지 않고 있다고 보고했다. 프랑스-원주민 연합군은 뉴잉글랜드 식민지 개척자들이 요새에 머물며 나오지 않았기 때문에 포로 없이 돌아왔다.

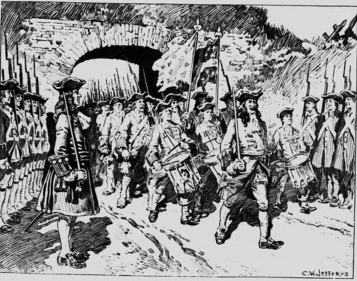
영국군이 정착지를 점령한 후 포트 로열에서 프랑스군이 철수하는 모습. 포트 로열의 함락으로 아카디아 동부 반도에 대한 프랑스의 통제가 끝났다.

1710년 10월, 프랜시스 니콜슨이 이끄는 3,600명의 영국군과 식민지군이 1주일간의 공성전 끝에 마침내 포트 로열을 점령했다. 이로써 아카디아(현재 본토 노바스코샤주)의 반도 부분에 대한 프랑스의 공식적인 통제는 끝났지만, 전쟁이 끝날 때까지 저항은 계속되었다. 와바나키 연맹의 저항은 1711년 블러디 크리크 전투와 메인 국경을 따라 계속되는 습격으로 이어졌다. 아카디아의 나머지 지역(현재 동부 메인주와 뉴브런즈윅주)은 뉴잉글랜드와 누벨프랑스 간의 분쟁 지역으로 남아 있었다.

### 누벨프랑스
누벨프랑스의 중심지인 캐나다의 프랑스인들은 뉴욕 식민지를 공격하는 것을 반대했다. 그들은 영국 식민지 개척자들보다 더 두려워했던 이로쿼이 연맹을 자극하고 싶지 않았으며, 그들과는 1701년에 몬트리올 대평화를 맺었다. 뉴욕 상인들은 모피 무역이 중단될 것을 우려하여 누벨프랑스 공격에 반대했는데, 모피 무역의 많은 부분이 누벨프랑스를 통해 이루어졌기 때문이었다. 피터 슈일러가 전쟁에 관심을 끌기 위해 노력했음에도 불구하고 이로쿼이 연맹은 분쟁 내내 중립을 유지했다. (슈일러는 올버니의 인디언 위원장이었다.)

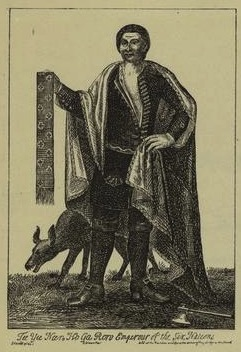
모호크족 족장 헨드릭 테조니호카라와는 앤 여왕의 지원을 받아 퀘벡 (도시)을 점령하기 위한 원정대를 조직하는 데 성공했다.

프랜시스 니콜슨과 새뮤얼 베치는 여왕의 재정 및 물류 지원을 받아 1709년에 누벨프랑스에 대한 야심찬 공격을 조직했다. 이 계획에는 섐플레인호를 통한 몬트리올에 대한 육상 공격과 퀘벡에 대한 해군력의 해상 공격이 포함되었다. 육상 원정대는 섐플레인호 남단에 도달했지만, 퀘벡 공격에 약속된 해군 지원이 결코 나타나지 않아 취소되었다. (그 병력은 포르투갈 지원으로 전환되었다.) 이로쿼이 연맹은 이 노력에 대한 모호한 지원 약속을 했지만, 원정대가 실패할 것이 확실해질 때까지 지원을 보내는 것을 성공적으로 지연시켰다. 이 실패 후, 니콜슨과 슈일러는 헨드릭 왕 및 다른 사쳄들과 동행하여 런던으로 가서 북아메리카 국경 전쟁에 대한 관심을 불러일으켰다. 원주민 대표단은 런던에서 센세이션을 일으켰고, 앤 여왕은 그들에게 알현을 허락했다. 니콜슨과 슈일러는 그들의 노력에서 성공했다. 여왕은 1710년 니콜슨의 포트 로열 성공적인 점령에 지원을 제공했다. 그 성공을 바탕으로 니콜슨은 다시 잉글랜드로 돌아가 1711년 퀘벡에 대한 새로운 시도에 대한 지원을 얻었다.
1711년 계획은 다시 육해군 합동 공격을 요구했지만, 실행은 재앙이었다. 호벤든 워커 제독이 이끄는 15척의 전열함과 5,000명의 병력을 실은 수송선 함대가 6월에 보스턴에 도착했으며, 이는 도시 인구를 두 배로 늘리고 식민지의 필수 보급품 제공 능력을 크게 압박했다. 원정대는 7월 말에 퀘벡을 향해 항해했지만, 여러 척의 함선이 세인트로렌스만 어귀 근처의 바위 해안에서 안개 속에서 좌초되었다. 700명 이상의 병력이 손실되었고, 워커는 원정대 취소를 선언했다. 그 사이, 니콜슨은 육로로 몬트리올로 향했지만 조지호에 도달했을 때 워커의 재난 소식을 듣고 그도 돌아섰다. 이 원정에서 이로쿼이 연맹은 영국 식민지 개척자들과 싸우기 위해 수백 명의 전사를 제공했지만, 동시에 프랑스에는 원정대에 대한 경고를 보내 효과적으로 양쪽 편을 들었다.

### 뉴펀들랜드

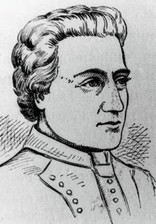
1705년, 다니엘 도제 드 쉬베르카즈, 플레상스 총독은 뉴펀들랜드의 영국 정착지에 대한 프랑스와 미크맥족의 원정대를 이끌었다.

뉴펀들랜드 해안에는 작은 프랑스 및 잉글랜드 공동체들이 점재해 있었으며, 일부 어업 기지는 유럽 출신 어부들에 의해 계절적으로 점유되었다. 양측 모두 주요 도시를 요새화했는데, 프랑스는 애벌론반도 서쪽의 플레상스에, 잉글랜드는 세인트존스와 컨셉션만(카본니어섬 참조)에 요새를 건설했다. 윌리엄 왕의 전쟁 동안 이베르빌은 1696-97년에 대부분의 영국 공동체를 파괴했으며, 1702년에 이 섬은 다시 전쟁터가 되었다. 같은 해 8월, 존 리크 제독이 지휘하는 영국 함대가 외곽 프랑스 공동체에 강림했지만 플레상스에 대한 시도는 하지 않았다. 1705년 겨울 동안, 플레상스의 프랑스 총독 다니엘 도제 드 쉬베르카즈는 반격하여 프랑스와 미크맥족 연합 원정대를 이끌고 여러 영국 정착지를 파괴하고 세인트존스의 포트 윌리엄을 성공적으로 포위했다. 프랑스군과 그들의 원주민 동맹군들은 여름 내내 영국군을 괴롭혔고 영국 시설에 18만 8천 파운드의 피해를 입혔다. 영국은 1706년에 함대를 보내 섬 북부 해안의 프랑스 어업 전초 기지를 파괴했다. 1708년 12월, 프랑스, 캐나다, 미크맥족 자원병으로 구성된 연합군이 세인트존스를 점령하고 요새를 파괴했다. 그러나 그들은 점령지를 유지할 자원이 부족했기 때문에 버려두었고, 1709년에 세인트존스는 영국군에 의해 재점령 및 재요새화되었다. (같은 프랑스 원정대는 페리랜드도 점령하려 했지만, 그곳은 성공적으로 저항했다.)
영국 함대 사령관들은 1703년과 1711년에 플레상스 공격을 고려했지만 실행하지 않았는데, 후자는 세인트로렌스 강어귀에서의 재앙 이후 워커 제독에 의해 이루어졌다.

## 평화

북아메리카의 유럽 식민지 지도. 보라색 지역은 위트레흐트 조약에서 프랑스가 영국에 할양한 영토이다. 이 조약은 전쟁을 종결시켰다.

1712년에 영국과 프랑스는 휴전 협정을 선언했고, 다음 해에 최종 평화 협정이 체결되었다. 1713년 위트레흐트 조약의 조항에 따라 영국은 아카디아(이후 노바스코샤주로 개명), 뉴펀들랜드섬에 대한 주권, 허드슨만 지역, 그리고 카리브 제도의 세인트키츠섬을 얻었다. 프랑스는 이로쿼이 연맹에 대한 영국의 종주권을 인정했으며, 더 내륙에 있는 원주민과의 상업은 모든 국가에게 개방될 것에 동의했다. 프랑스는 케이프브레턴섬을 포함한 세인트로렌스만의 모든 섬을 유지했으며, 뉴펀들랜드의 북부 해안에서 물고기를 말리는 권리를 포함하여 그 지역에서의 어업권을 유지했다.
전쟁 후반기에는 프랑스의 뉴잉글랜드 공격 지속 압력에도 불구하고 많은 아베나키족이 갈등에 지쳐 있었다. 그러나 위트레흐트 평화조약은 원주민의 이해관계를 무시했으며, 일부 아베나키족은 뉴잉글랜드인들과 평화를 협상할 의사를 표명했다. 더들리 주지사는 포츠머스에서 (그가 주지사로 있었던) 주요 평화 회의를 조직했다. 그곳과 카스코만에서의 협상에서 아베나키족은 프랑스가 동부 메인주와 뉴브런즈윅주 영토를 영국에 할양했다는 영국의 주장에 반대했지만, 케네벡강에서의 국경 확인과 그들의 영토 내에 정부 운영 무역소를 설치하는 데 동의했다. 포츠머스 조약은 1713년 7월 13일 와바나키 연맹의 일부 공동체 대표 8명에 의해 비준되었지만, 그들의 영토에 대한 영국의 주권을 주장하는 문구가 포함되어 있었다. 다음 해에 다른 아베나키 부족 지도자들도 조약에 서명했지만, 미크맥족은 1726년까지 이 조약이나 다른 어떤 조약에도 서명하지 않았다.

## 결과

### 아카디아와 뉴펀들랜드

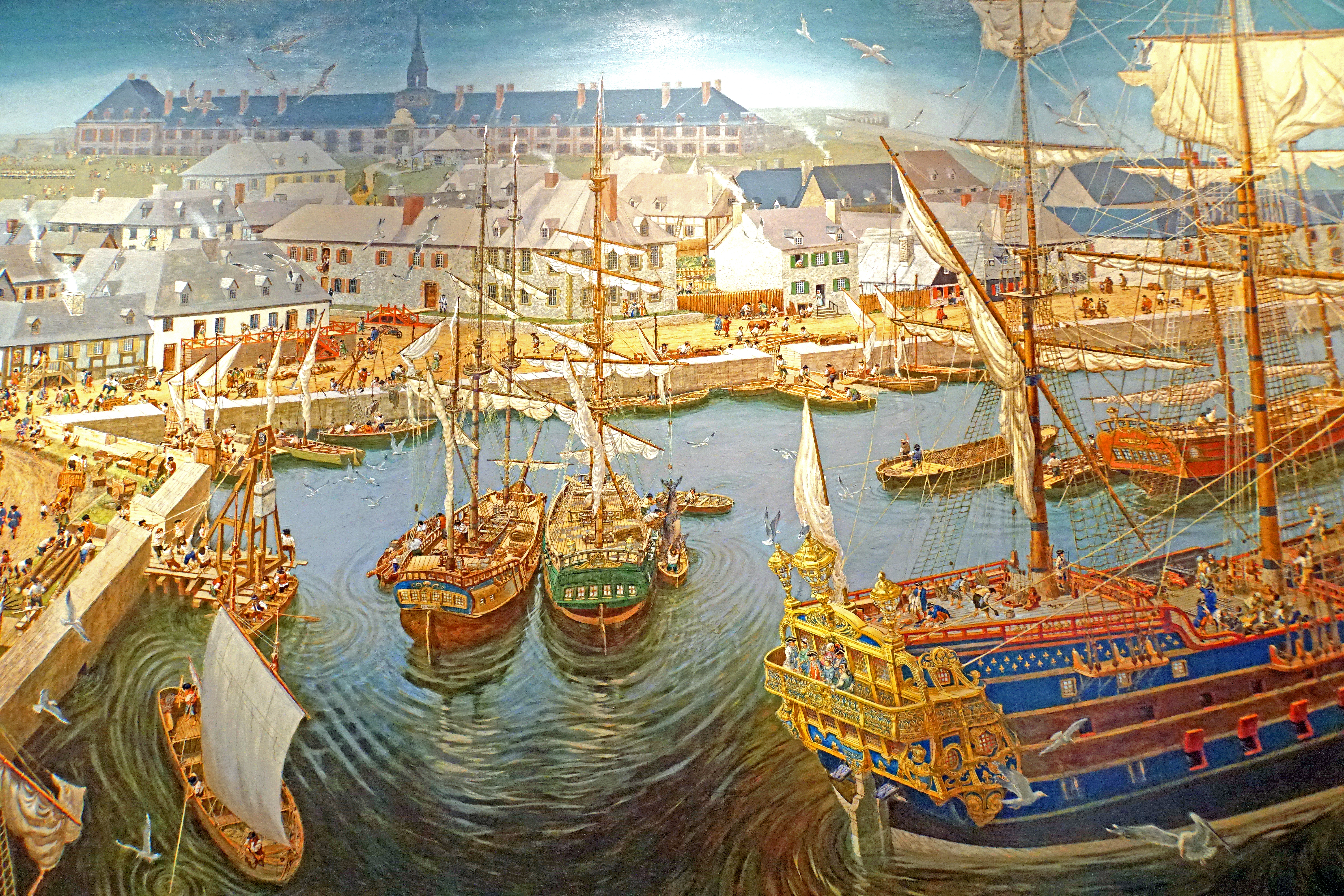
전쟁 직후, 프랑스군은 루이스버그 요새를 건설했다. 이 요새화된 정착지는 할양된 아카디아 영토의 북쪽, 케이프브레턴섬에 위치했다.

뉴펀들랜드와 아카디아의 상실은 대서양에서의 프랑스 주둔을 일-생장(현재 프린스에드워드아일랜드주)과 일-루아얄(현재 케이프브레턴섬)로 제한했다. 프랑스인들은 뉴펀들랜드에서 그곳으로 재정착했으며, 프랑스는 그 다음 해에 루이스버그 요새를 건설했다. 이러한 주둔과 뉴펀들랜드 해안 사용 권리는 프랑스와 영국 어업 이해관계자들 사이의 지속적인 마찰을 야기했으며, 이는 18세기 후반까지 완전히 해결되지 않았다. 전쟁의 경제적 영향은 뉴펀들랜드에 심각했으며, 어선단이 크게 감소했다. 영국 어선단은 평화가 확정된 직후 회복하기 시작했으며, 이전과 마찬가지로 스페인 선박이 뉴펀들랜드 해역에서 조업하는 것을 막으려 했다. 그러나 많은 스페인 선박은 영국 통제를 피하기 위해 단순히 잉글랜드 명의 신탁 소유주로 재등록되었다.
영국의 아카디아 점령은 그곳에 거주하던 아카디아인과 미크맥족에게 장기적인 결과를 가져왔다. 영국의 노바스코샤 지배는 처음에는 매우 미약했으며, 프랑스와 미크맥족 저항 지도자들은 이러한 상황을 이용했다. 전쟁 이후 영국과 미크맥족의 관계는 노바스코샤에서 영국의 확장이 이루어지는 맥락에서 발전했으며 또한 메인 해안을 따라 뉴잉글랜드인들이 아베나키족 땅으로 이동하기 시작했는데, 이는 종종 이전 조약을 위반하는 행위였다. 아베나키족과 미크맥족 모두 위트레흐트 조약에서 인정받지 못했으며, 1713년 포츠머스 조약은 뉴잉글랜드 서명국들과는 다르게 해석되었으므로 미크맥족과 아베나키족은 이러한 영토 침입에 저항했다. 이 갈등은 세바스티앙 랄과 같은 프랑스인 선동가들에 의해 심화되었고, 결국 랄 신부의 전쟁(1722년–1727년)으로 발전했다.

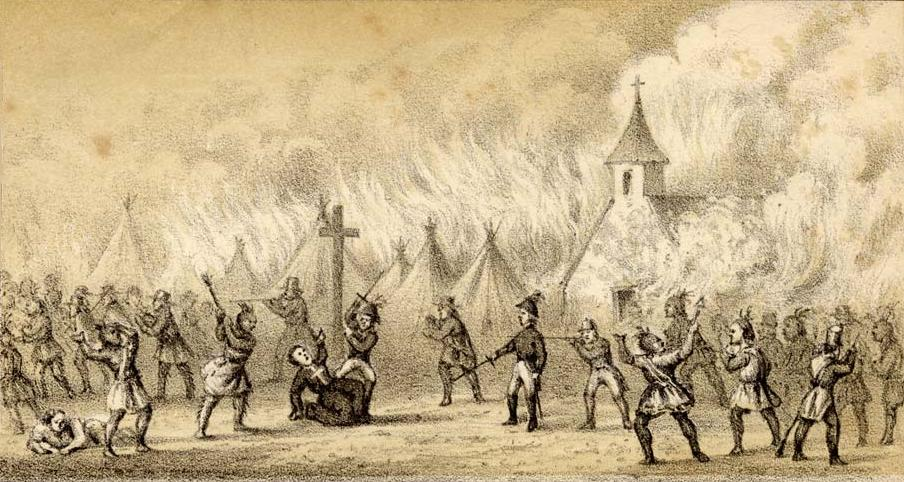
1724년 8월 더머의 전쟁 중 노리지워크 전투. 아카디아 일부가 할양된 후, 영국은 아베나키족과 미크맥족 부족의 저항에 직면했다.

영국과 명목상 정복당한 아카디아인들과의 관계도 어려웠다. 그들은 영국 왕실에 대한 충성 맹세를 반복적으로 거부했으며, 결국 이는 아카디아인들이 일-루아얄과 일-생장(현재 프린스에드워드아일랜드주)으로 이주하는 계기가 되었다. 1740년대에는 랄 신부 장루이 르 루트르와 같은 프랑스 지도자들이 미크맥족 동맹국들과 함께 게릴라 전쟁을 지휘하여 노바스코샤 반도에서 개신교 정착지를 확장하려는 영국의 시도에 맞섰다.
아카디아 국경을 둘러싼 프랑스와 영국의 마찰도 계속되었다. 조약에 명시된 국경은 불분명했으며, 프랑스조차 공식적으로 기술한 적이 없었다. 프랑스는 아카디아 반도(케이프브레턴섬을 제외한 현대 노바스코샤)만이 조약에 포함되었고, 현대 뉴브런즈윅주에 대한 권리를 보유한다고 주장했다. 아카디아를 둘러싼 분쟁은 1740년대 조지 왕의 전쟁 동안 공개적인 갈등으로 번졌으며, 7년 전쟁에서 영국이 모든 프랑스 북미 영토를 정복할 때까지 해결되지 않았다.

### 남부 식민지
스페인령 플로리다는 전쟁의 영향에서 경제나 인구를 회복하지 못했고, 7년 전쟁 이후 1763년 파리 조약에서 영국에 할양되었다. 대서양 해안을 따라 재정착한 원주민들은 영국 통치에 불만을 품었으며, 이 전쟁에서 영국과 동맹을 맺은 이들도 마찬가지였다. 이러한 불만은 1715년 야마시 전쟁으로 번져 사우스캐롤라이나의 존립에 큰 위협이 되었다. 스페인 영토의 인구 감소는 1732년 조지아 식민지 설립에 기여했으며, 이 영토는 스페인이 원래 주장했던 지역이었으며 캐롤라이나의 경우도 마찬가지였다. 제임스 무어는 1711년에 시작된 투스카로라 전쟁에서 노스캐롤라이나의 투스카로라족에 대한 군사 행동을 취했고, 그들 중 많은 이들이 난민으로 북쪽으로 도망쳐 언어적 친척인 이로쿼이 연맹에 합류했다.
전쟁의 경제적 비용은 군사 활동이 거의 없었던 일부 남부 영국 식민지에서도 높았다. 버지니아 식민지, 메릴랜드 식민지, 그리고 정도는 덜하지만 펜실베이니아 식민지는 수출품(주로 담배)을 유럽 시장으로 운송하는 비용으로 큰 타격을 입었으며, 특히 흉년으로 인해 고통받았다. 사우스캐롤라이나 식민지는 군사 작전 자금 조달을 위해 상당한 부채를 떠안았다.

### 무역
프랑스는 위트레흐트 조약의 상업 조항을 완전히 준수하지 않았다. 그들은 영국이 외딴 원주민 공동체와 무역하는 것을 막으려 했고, 이로쿼이 연맹 영토에 나이아가라 요새를 세웠다. 프랑스 정착지는 1718년 뉴올리언스 정착과 스페인 통제하의 스페인령 텍사스와 스페인령 플로리다로의 확장 시도(실패)로 걸프 해안에서 계속 성장했다. 프랑스 무역 네트워크는 멕시코만으로 흘러드는 수로를 따라 대륙을 관통했으며, 이는 영국과 스페인과의 갈등을 다시 불러일으켰다. 오하이오강 유역을 포함한 미시시피강 유역에 구축된 무역 네트워크는 또한 프랑스를 애팔래치아산맥을 넘는 영국 무역 네트워크 및 식민지 정착지와 더 많이 접촉하게 했다. 이 영토에 대한 상충되는 주장은 결국 1754년 프렌치 인디언 전쟁이 발발하면서 전쟁으로 이어졌다.

## 내용주
1. ↑  제1차 인디언 전쟁은 필립 왕의 전쟁, 제2차는 윌리엄 왕의 전쟁, 제4차는 랄 신부의 전쟁이었다. 앨런 테일러, Writing Early American History, University of Pennsylvania Press, 2005, p. 74 참조.
2. ↑  Denis Héroux, Robert Lahaise, Noël Vallerand, La Nouvelle-France, p. 101
3. 1 2 3  William Williamson. The History of the State of Maine. Vol. 2. 1832. p. 27; Griffiths (2005), 61쪽; Campbell, Gary. The Road to Canada: The Grand Communications Route from Saint John to Quebec. Goose Lane Editions and The New Brunswick Heritage Military Project. 2005. p. 21.
4. ↑  Donald F. Chard, "The Impact of French Privateering on New England, 1689–1713." American Neptune 35.3 (1975): 153–65.
5. ↑  Nicolas Landry, "Les activités de course dans un port colonial français: Plaisance, Terre-Neuve, durant la guerre de Succession d'Espagne, 1702–1713." Acadiensis 34.1 (2004): 56–79. online 보관됨 2019-09-23 - 웨이백 머신
6. ↑  Thomas, pp. 405–07
7. ↑  Evarts Boutell Greene, Provincial America, 1690–1740 (1905) pp. 140–141.
8. ↑  Stone, pp. 161, 165
9. ↑  Craven, p. 288
10. ↑  Winsor, p. 341 참조. 1687년 남동부 식민지 지도가 나와 있다.
11. ↑  Weber, pp. 100–107
12. ↑  Cooper and Terrill, p. 22
13. ↑  Weber, p. 158
14. ↑  Crane, p. 385
15. ↑  Waselkov and Hatley, p. 104
16. ↑  Weber, pp. 158–159
17. ↑  Arnade, p. 32
18. ↑  Drake, p. 115
19. ↑  Pope, pp. 202–203
20. ↑  Drake, pp. 115, 203
21. ↑  Drake, p. 36
22. ↑  Drake, p. 150
23. ↑  Newman, pp. 87, 109–124
24. ↑  Bryce, p. 58
25. ↑  Newman, pp. 127–128
26. ↑  Shurtleff, p. 492; MacVicar, p. 45; Arnade, p. 32; Prowse, pp. 211, 223
27. ↑  Leckie, p. 231
28. 1 2  Peckham, p. 26
29. ↑  Prowse, p. 223
30. ↑  Peckham, p. 27
31. ↑  Wright, p. 65
32. ↑  Peckham, p. 58
33. ↑  Waselkov and Hatley, pp. 105–137
34. ↑  Crane, p. 382
35. ↑  Crane, p. 380
36. ↑  Oatis, pp. 49–50
37. 1 2  Arnade, p. 33
38. ↑  Winsor, p. 318
39. ↑  Winsor, p. 319
40. ↑  Arnade, pp. 35–36
41. 1 2  Covington, p. 340
42. ↑  Arnade, p. 36
43. ↑  Crane, p. 390
44. ↑  Higginbotham, pp. 308–312, 383–385
45. ↑  Peckham, p. 62
46. 1 2  Peckham, p. 64
47. 1 2  Parkman, Ebenezer. (1769). The Story of the Rice Boys: Captured by the Indians 8 August 1704. Westborough Historical Society, Westborough, MA, 1906. 7 pp. Download PDF
48. ↑  Drake, p. 202
49. ↑  Charland, Thomas (1979). 〈Rale, Sébastien〉.   Hayne, David. 《캐나다 인명사전》. II (1701–1740) 온라인판. 토론토 대학교 출판부.
50. ↑  Peckham, p. 65
51. ↑  예: Drake, pp. 286–287 참조
52. ↑  Peckham, p. 67
53. ↑  Drake, pp. 238–247
54. ↑  Eccles, p. 139
55. 1 2 3  Peckham, p. 71
56. ↑  Parkman (1892), p. 184
57. ↑  “Drake. The Border Wars of New England. pp. 264–266”. 1897. 2015년 12월 22일에 원본 문서에서 보존된 문서. 2015년 11월 17일에 확인함.
58. 1 2  Peckham, p. 84
59. ↑  Parkman (1892), pp. 8–14
60. ↑  Parkman (1892), p. 14
61. ↑  Peckham, p. 69
62. ↑  Peckham, p. 70
63. ↑  Rodger, p. 129
64. ↑  Peckham, p. 72
65. ↑  Drake, p. 281
66. ↑  Eccles, p. 136
67. ↑  Prowse, pp. 277–280
68. ↑  Prowse, pp. 223, 276
69. ↑  Prowse, p. 229
70. ↑  Prowse, p. 235
71. ↑  Prowse, pp. 242–246
72. ↑  Prowse, pp. 246–248
73. ↑  Prowse, p. 249
74. ↑  Prowse, pp. 235–236
75. 1 2  Peckham, p. 74
76. ↑  Marshall, p. 1155
77. ↑  Prowse, p. 258
78. ↑  Morrison, pp. 161–162
79. ↑  Morrison, pp. 162–163
80. ↑  Calloway, pp. 107–110
81. ↑  Reid, pp. 97–98
82. ↑  Prowse, p. 282
83. ↑  Prowse, p. 251
84. ↑  Prowse, p. 274
85. ↑  Prowse, p. 277
86. ↑  Plank, pp. 57–61
87. ↑  Griffiths (2005), 286쪽.
88. ↑  Plank, pp. 71–79
89. ↑  Griffiths (2005), 267–281, 393쪽.
90. ↑  Griffiths (2005), 390–93쪽.
91. ↑  영국-아카디아 분쟁의 후기 역사에 대해서는 Parkman (1897) 참조.
92. ↑  Weber, pp. 144–145
93. ↑  Weber, p. 199
94. ↑  Weber, p. 166
95. ↑  Weber, p. 180
96. ↑  Peckham, p. 75
97. ↑  Craven, pp. 301–302
98. ↑  Weber, p. 184
99. ↑  Peckham, p. 82
100. ↑  Parkman (1897), pp. 133–150